# Je ne suis pas une salope, je suis une journaliste
Pour plus de détails, voir Fiche technique et Distribution.
Je ne suis pas une salope, je suis une journaliste est un documentaire français de Marie Portolano et Guillaume Priou sur le sexisme et la place des femmes dans le journalisme sportif.
Diffusé pour la première fois dimanche 21 mars 2021 sur Canal+, le film suscite une polémique après que le site internet Les Jours révèle que la chaîne a coupé une séquence au montage mettant en cause le journaliste Pierre Ménès.
Dans les jours qui suivent la diffusion, Canal+, Radio France et RMC sport déclarent diligenter une enquête interne.

## Synopsis
Journaliste sportive et présentatrice de télévision, Marie Portolano a été à de nombreuses reprises victime de sexisme. Elle a voulu savoir si ses consœurs vivaient le même malaise, et comment elles le surmontaient. Elle donne la parole à une vingtaine d'entre elles dont Laurie Delhostal, Estelle Denis, Nathalie Iannetta ou Isabelle Ithurburu.
Le titre fait référence au documentaire sur le racisme dans le milieu du football Je ne suis pas un singe d'Olivier Dacourt et Marc Sauvourel.

## Réactions

### Polémique autour de Canal+ et Pierre Ménès
Le site internet Les Jours révèle que la chaîne a coupé une séquence au montage mettant en cause Pierre Ménès et une interview d'Hervé Mathoux, présentateur historique du Canal Football Club,. Selon Le Parisien, Pierre Ménes n'a pas demandé à être coupé au montage.
La séquence est diffusée le lendemain dans l'émission Touche pas à mon poste ! sur C8, chaîne du groupe Canal+. Pierre Ménes y explique que dire à une femme qu'elle est belle avec son décolleté est un simple compliment pour lui. Lorsque la journaliste évoque le moment où il a soulevé sa jupe, il assure ne plus s'en souvenir et explique qu'il pourrait le refaire aujourd'hui. Surpris d'apprendre que Marie Portolano s'est sentie humiliée, il s'excuse mais assure qu'il ne fait pas la différence entre une femme et un homme.
Le jeudi 25 mars, la société de jeux vidéo EA Sports annonce qu’elle cesse sa collaboration avec Pierre Ménès qui assurait les commentaires de la série de jeu FIFA depuis 2016,.
Dans une tribune publiée sur le site internet du Monde le 27 mars, Nathalie Iannetta regrette que la stigmatisation de Pierre Ménès accapare les débats et détourne le message : « Nous avons soulevé : un système. Il a été entendu : tous des salauds. Il en reste : le procès d’un seul homme. Autant dire : une défaite sur toute la ligne »,.
En réaction à la censure exercée par Canal+, plus de 200 élèves en école de journalisme appellent au boycott des bourses proposées par la chaîne privée, notamment à l'Institut d'études politiques de Paris, au Centre universitaire d’enseignement du journalisme de Strasbourg et à l'École supérieure de journalisme de Lille,. D'après Télérama, l'initiative serait soutenue officieusement par les écoles.

### Ouverture d'enquêtes internes
La chaîne Canal+, par un mail interne, déclare lancer une enquête interne pour analyser de manière approfondie les faits reprochés à Pierre Ménès,.
À la suite du témoignage d'Amaia Cazenave, Vincent Giret, directeur de l’information et des sports à Radio France, annonce le 24 mars l’ouverture d’une enquête interne demandée par Sibyle Veil, PDG du groupe. La journaliste, spécialiste du rugby rapporte dans le documentaire avoir reçu des remarques régulières et déplacées de la part de ses collègues, d'en avoir informé la direction des ressources humaines sans avoir reçu d’aide de l’entreprise.
Deux jours plus tard, c'est au tour de RMC Sport d'ouvrir une enquête, « suite à deux signalements de situation de harcèlement présumé, qui aurait été subi, par plusieurs collaboratrices, au sein de la rédaction », selon son directeur Karim Nedjari.
Le documentaire a été primé deux fois. Il a reçu en 2021 le prix Enquête et Reportage aux Assises du Journalisme. En 2022, Marie Portolano reçoit le prix du documentaire Impact aux Trophées Media Club.

## Fiche technique
- Réalisation : Marie Portolano et Guillaume Priou
- Diffusion : dimanche 21 mars 2021 à 18 heures sur Canal+ et en replay[3]
- Distribution : Canal+
- Durée : 1 h 16

## Distribution
- Amaia Cazenave
- Robert Chapatte
- Georges de Caunes
- Marie-Christine Debourse
- Laurie Delhostal
- Estelle Denis
- Margot Dumont
- Frédérique Galametz
- Cécile Grès
- Tiffany Henne
- Nathalie Iannetta
- Isabelle Ithurburu
- Anne-Sophie de Kristoffy
- Catherine Louveau
- Isabelle Moreau
- Charlotte Namura
- Christine Paris
- Mary Patrux
- Marie Portolano
- Clémentine Sarlat

## Réception
Dans sa chronique Captures d’écran sur France Inter, Dorothée Barba salue le courage nécessaire à Marie Portolano pour montrer « le tombereau d’insultes sexistes qu'elle a reçues et reçoit encore ». Elle déclare également que « ce documentaire très réussi est une claque et il peut avoir de l’écho bien au-delà de l'univers du journalisme sportif ».
Le site internet Les Jours qualifie le documentaire d'« essentiel, brûlant et rageur ».
Pour L'Équipe, il s'agit d’un « doc nécessaire » : « derrière le titre aussi provocateur que celui du doc de Dacourt et Sauvourel, se cache un film très réussi, profond, parfois émouvant, souvent effarant, toujours touchant et surtout éclairant ». Le journal « regrette juste que la quasi-totalité des témoignages [...] proviennent de journalistes télé ».